# Zerfaliu
Zerfaliu – miejscowość i gmina we Włoszech, w regionie Sardynia, w prowincji Oristano.
Według danych na rok 2004 gminę zamieszkiwało 1141 osób, 76,1 os./km². Graniczy z Ollastra, Paulilatino, Simaxis, Solarussa i Villanova Truschedu.